# Habropoda murihirta
Habropoda murihirta är en biart som först beskrevs av Cockerell 1905.  Habropoda murihirta ingår i släktet Habropoda och familjen långtungebin. Inga underarter finns listade i Catalogue of Life.